# Tekad
Tekad is een bestuurslaag in het regentschap Tanggamus van de provincie Lampung, Indonesië. Tekad telt 4647 inwoners (volkstelling 2010).